# Культ особи Чаушеску

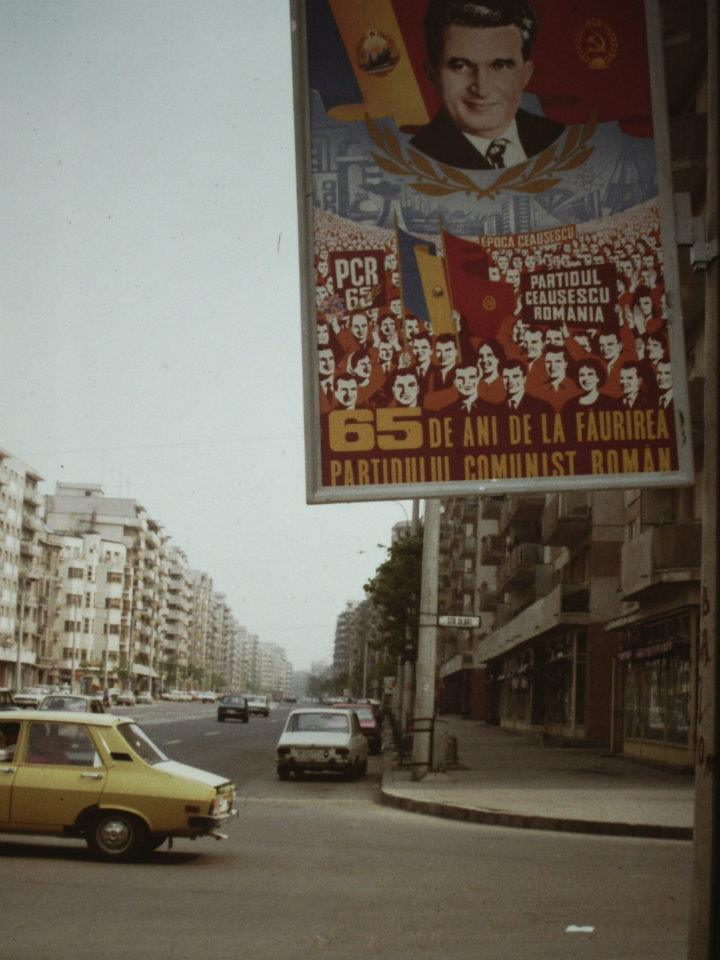
Агітаційний першотравневий плакат на вулицях Бухаресту, 1986. На фоні написано: «Ера Чаушеску» та «Партія. Чаушеску. Румунія»

Культ особи Чаушеску — возвеличення особи президента Румунії Ніколає Чаушеску засобами масової пропаганди, в творах культури та мистецтва, в державних документах, законах, створення довкола його імені напівбожественного ореолу. Натхненний культом особи, що оточувала Кім Ір Сена в Північній Кореї, він розпочав в 1971 році застосовувати «Липневі тези», що завершили період лібералізації 1960-х років. Після чого була введена сувора націоналістична ідеологія. Спочатку культ особи Чаушеску зосередив виключно на собі, проте на початку 1980-х років, його жінка, Єлена, стала також об'єктом культу.

## Поява
Ранні паростки культу особи можна знайти в акламації Чаушеску після його промови, в якій він засудив вторгнення країн Варшавського договору до Чехословаччини в 1968 році. Починаючи з цієї дати, почалося ототожнення особи Чаушеску з Румунією - як у виступах посадових осіб, так і в румунській пресі. Спочатку культ особи з'явився ще в епоху Георге Георгіу-Дежа, але з приходом Чаушеску він виходить далеко за межі початкового.

## Характеристики

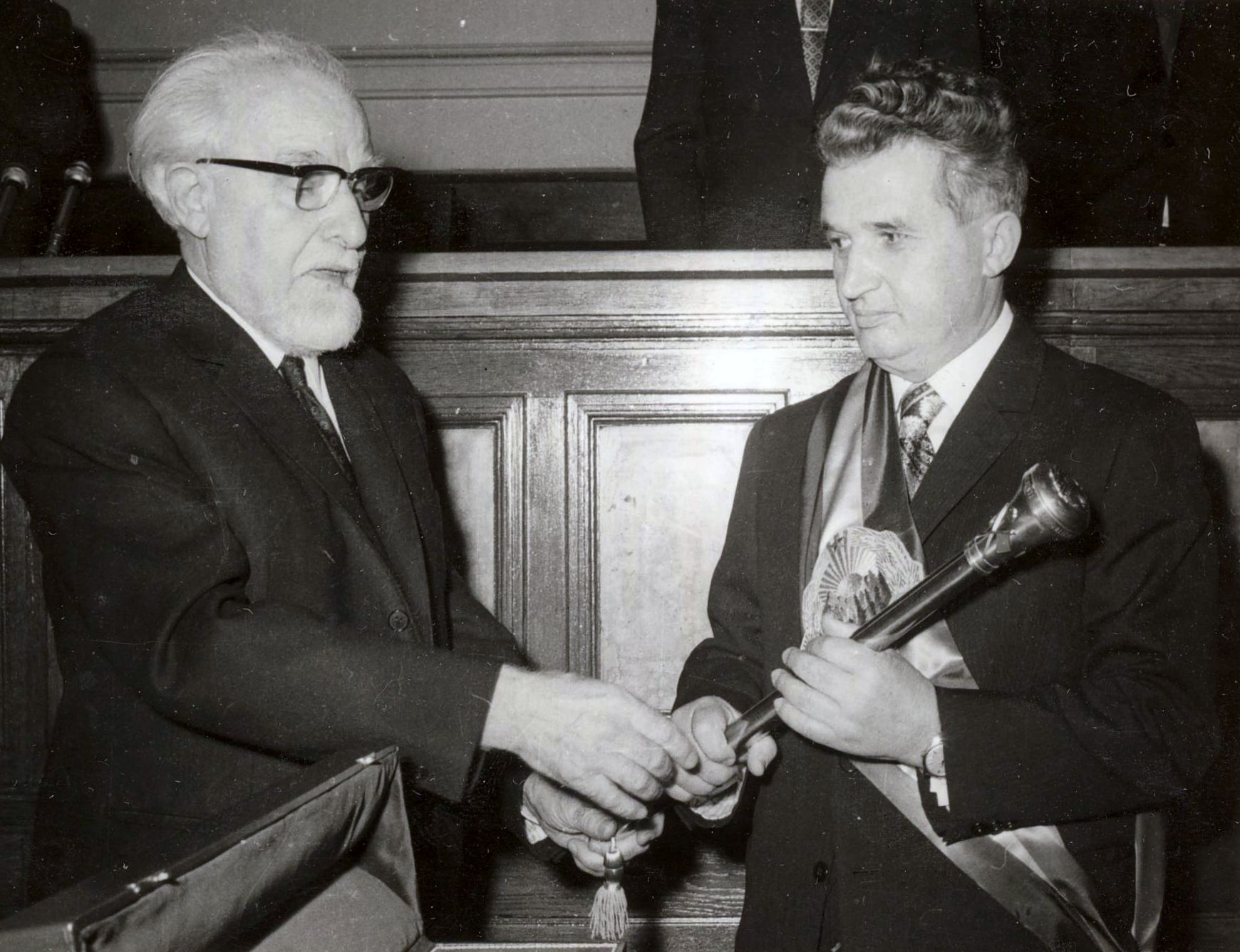
Чаушеску отримує президентський скіпетр, 1974

Як тільки Ніколає Чаушеску зайняв новостворений пост президента республіки, він отримав «Президентський скіпетр». Сальвадор Далі привітав його з отриманням скіпетра в телеграмі. Останню опублікувала румунська преса, що знаходилася під контролем держави і не побачила сарказму в зауваженні.
Чаушеску очолював цілий ряд посад: був президентом, главою держави і головнокомандувачем Збройних Сил, секретарем Румунської комуністичної партії, головою Верховної ради з економічного і соціального розвитку, президентом Національної Ради трудящих, головою Фронту соціалістичної демократії і єдності .
З ранніх років школярі почали вивчати вірші і пісні про «партію, вождя і нації», хвалити їх. Метою культу було зробити неможливою будь-яку громадську опозицію Чаушеску, так як за визначенням він вважався непогрішним і вище будь-якої критики.

## Образ в пресі

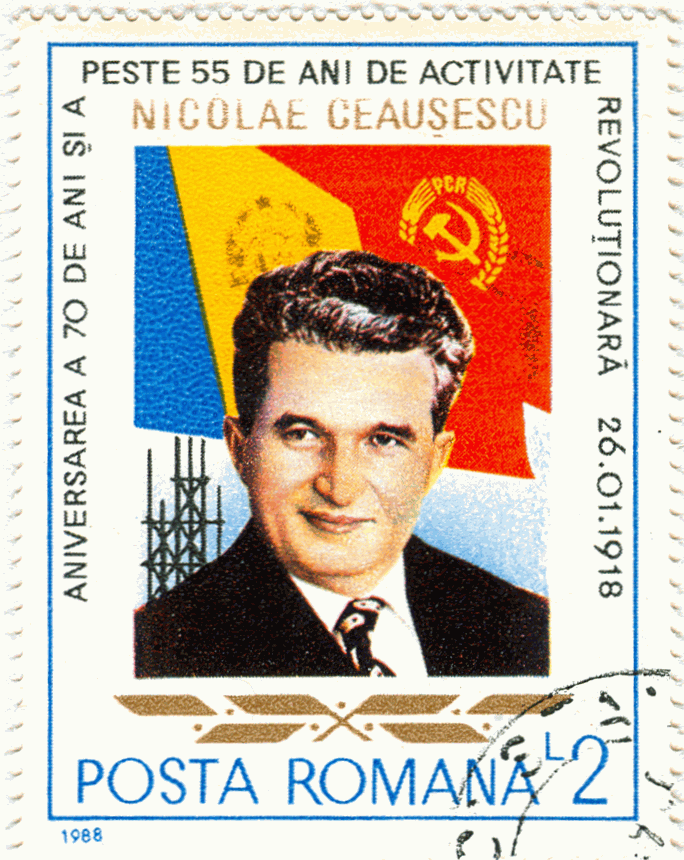
Марка до 70-річного ювілею (і 55-річчю політичної діяльності) Ніколає Чаушеску, 1988

Чаушеску почав зображуватися румунськими ЗМІ, як комуністичний теоретик-геній, який зробив значний внесок у марксизм-ленінізм і як політичний лідер, «думка» якого була джерелом всіх національних досягнень. Зібрання його творів регулярно перевидавалися, були перекладені на кілька мов. Загалом зібрання налічувало кілька десятків томів і були всюди в румунських книгарнях. Єлену зображували як «Матір Нації». На загальну думку, її марнославство і бажання почестей перевищували її чоловіка.
ЗМІ використовували вираз «Золота ера Чаушеску» і безліч інших слів, таких як: «Гарант прогресу країни і незалежності», «Далекоглядний архітектор майбутнього країни» і т.п. Ден Іонеску, що пише для «Радіо Вільна Європа», склав список епітетів про Чаушеску, що використовувалися румунськими письменниками. Серед них були: «Архітектор», «Небесне тіло», «Деміург», «Ялина», «Геній», «Світський бог», «Диво», «Ранкова зірка», «Навігатор», «Прекрасний принц», «Святий», «Спаситель», «Сонце», «Титан» і «Провидець».
Однак його описували як людину небагатого походження, який піднявся за допомогою власних зусиль на саму вершину. Таким чином зробили символічний загальний зв'язок з історичними прикладами з румунської історії. Як приклади були взяті відомі лідери румунського національного руху та учасники минулих революцій, Аврам Янку і Василе Урсу Нікола.
Не дивно, що Чаушеску були дуже стурбовані собою в очах громадськості. Більшість їхніх фотографій були зроблені в кінці 1940-х років. Румунському державному телебаченню дали суворий наказ - показувати їх з найкращого боку. Наприклад, їм доводилося застосовувати велику обережність, щоб переконатися, що 1,65 метровий зріст Ніколає Чаушеску ніколи не підкреслювався в кадрі. Єлену ж ніхто ніколи не бачив в профіль, через її великий ніс і загального домашнього вигляду. Наслідки за порушення цих правил були тяжкими. У «Секурітате» існувало протокольне відділення, яке стежило за телевізійниками. Передача могла вийти в ефір тільки після того, як редактори приберуть всі паузи, запинки, заїкання Ніколає Чаушеску . Так, один редактор показав кадри з Чаушеску, який моргав і заїкався. В результаті його відсторонили від роботи на три місяці. А при зустрічах з іноземними державними діячами операторам потрібно було вести зйомки таким чином, щоб не було видно різниці в їхньому зрості. Наприклад, Чаушеску ніколи не показували поруч з високими політиками, такими як Жискар д'Естен і Шарль де Голль.
Одного разу фотографи показали фотографію Чаушеску, на якій він був зображений в напів-профіль, тільки з одним вухом. Після чого поширився жарт про цей портрет «в одне вухо» (згідно з румунською ідіомою, «щоб бути божевільним»). Фотографії ж з подібним профілем вважалися неправильними і були змінені новими фотографіями, на яких були чітко видні вже обидва вуха .

## Мистецтво та література
Інтелектуали країни висловлювали свою вдячність Чаушеску. У 1973 році був опублікований цілий том похвал під назвою «Присвята». А такі художники, як живописець Сабін Балас на замовлення держави зобразив Чаушеску у творах мистецтва.

## Інакомислення

### У громадянському суспільстві
За словами дисидента Міхая Ботеза, головна причина, чому не так багато виступало інакомислячих людей, полягала в тому, що це було не тільки питання особистої мужності, а й аналізу витрат і результатів. Багато хто зрозумів, що виступаючи проти добре організованого режиму вони нічого не зроблять, але вони потім будуть страждати від наслідків. Наприклад, виключать з університету, відправлять на заслання або змусять покинути країну .
Проблема була також і в тому, що до кінця 1980-х років західні країни мали добрі стосунки з Чаушеску. І вони не дбали тоді про внутрішні проблеми Румунії. Схиляння ряду західних країн (США, Велика Британія, Франція та Японія) перед незалежною політикою Румунії бентежило опозицію. Міхай Ботез також сказав, що він відчував, що протягом багатьох років дисидентів як його сприймали як «ворогів Заходу». Тому що вони намагалися дистанціювати Чаушеску від США
Але в 1985 році, з приходом до влади Михайла Горбачова, допомога від західних країн Чаушеску припинилася. Так як Чаушеску перестав бути актуальним на світовій арені, то західні країни стали критикувати його - за небажання проводити свій варіант перебудови і гласності .

### У партії
Траплялося це і всередині Румунської комуністичної партії. Один з найголовніших інцидентів трапився в листопаді 1979 року, під час проведення XII з'їзду РКП. Тоді високопоставлений чиновник, Костянтин Пирвулеску звинуватив ЦК в тому, що він зайнятий тільки прославлянням Чаушеску і не здатний робити ніяких дій для вирішення більш важливих проблем країни. Після цього його виключили з партії, відправили під домашній арешт і за ним було встановлено суворий нагляд.

## Спадок
У зв'язку з культом особи і концентрацією влади в сім'ї Чаушеску, основні розчарування румунів були зосереджені особисто на Ніколає Чаушеску, а не на всьому політичному апараті Компартії. Ось чому переможцем на Загальних виборах 1990 року став Фронт національного спасіння, що складався, в основному, з колишніх членів РКП .